# Koralodrzew

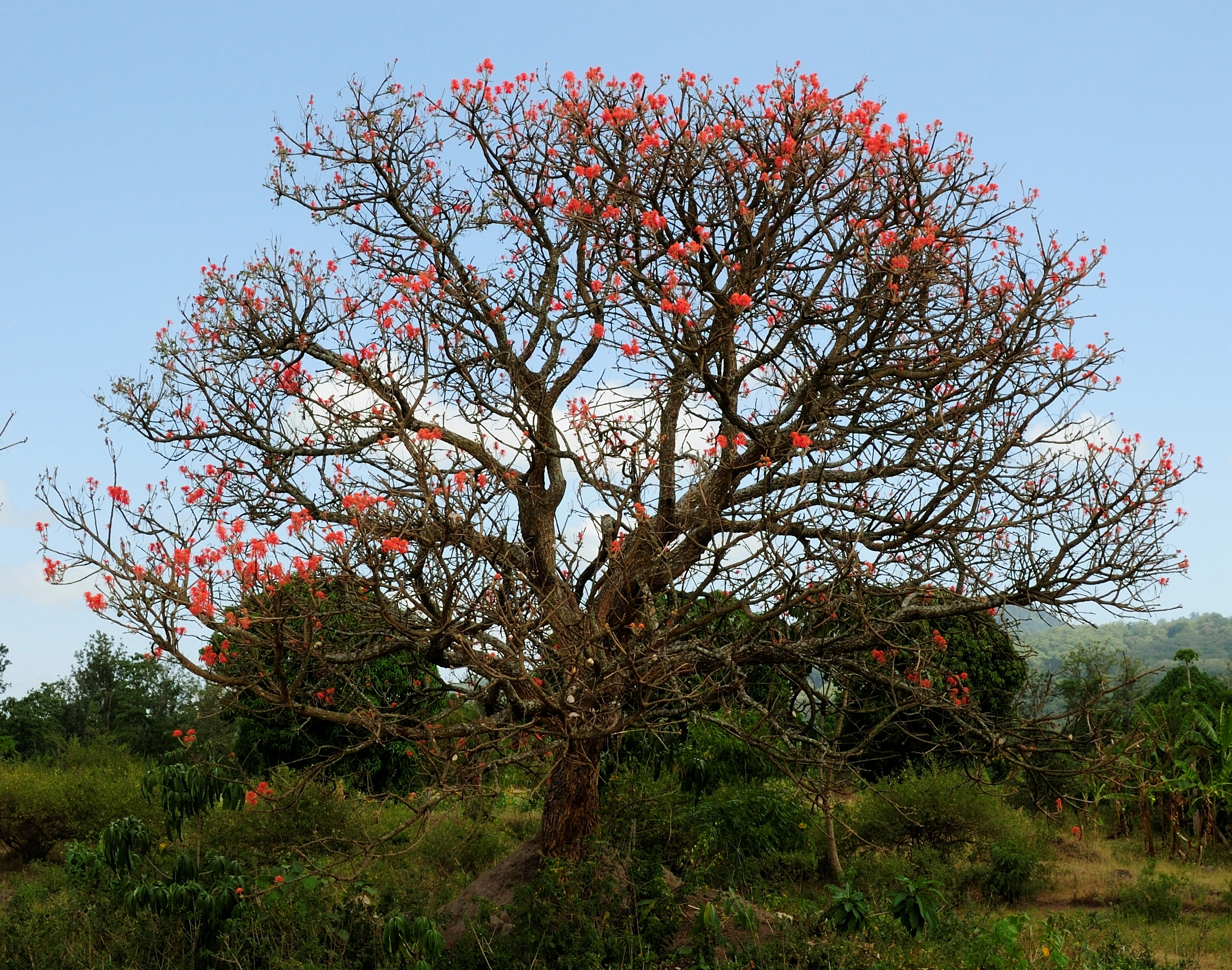
Erythrina abyssinica

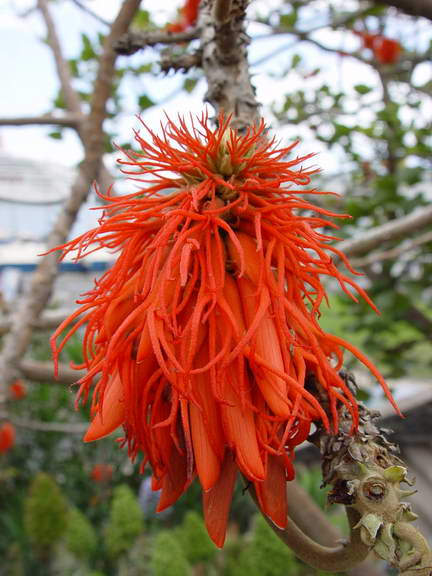
Erythrina abyssinica

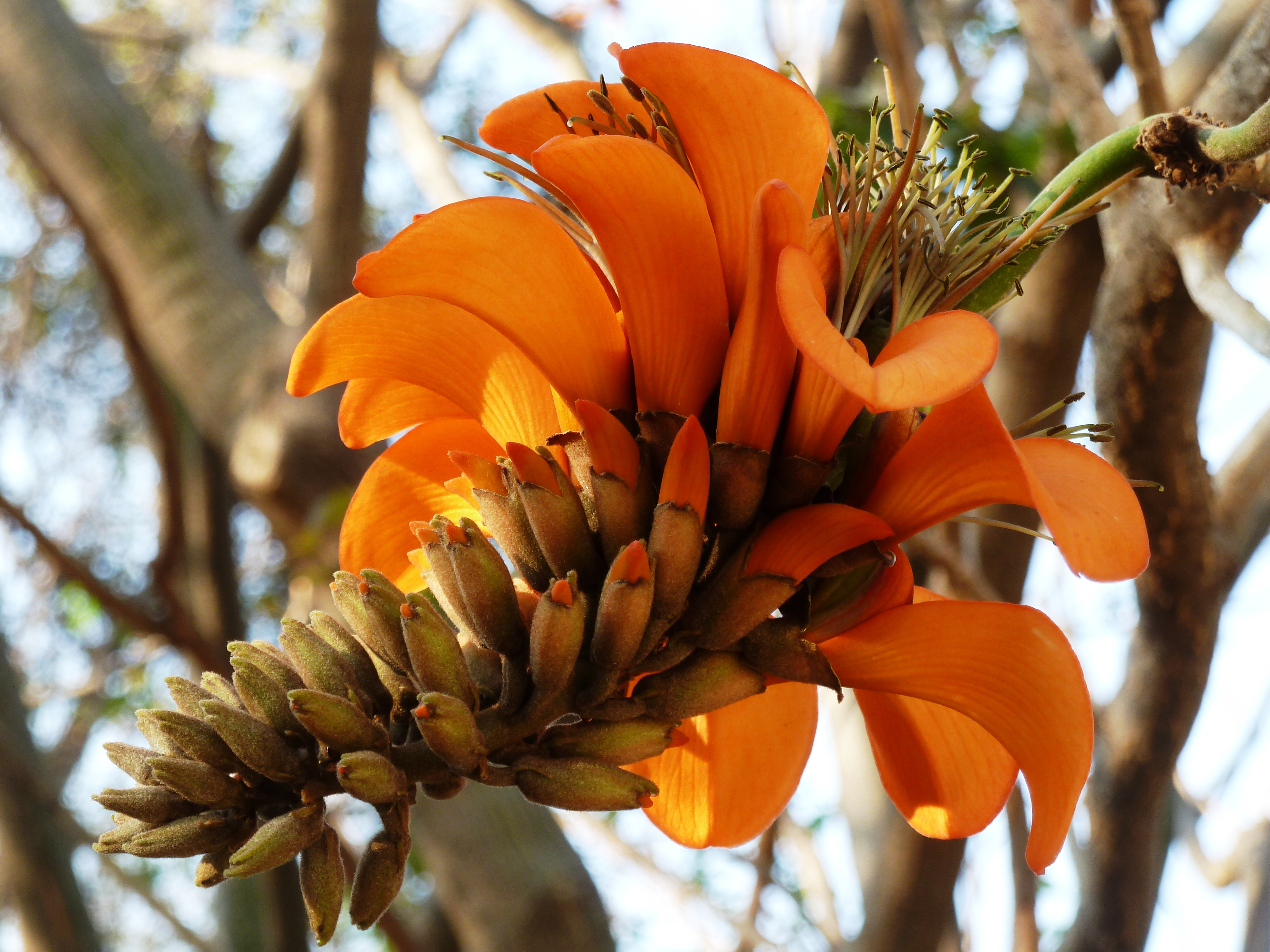
Erythrina caffra

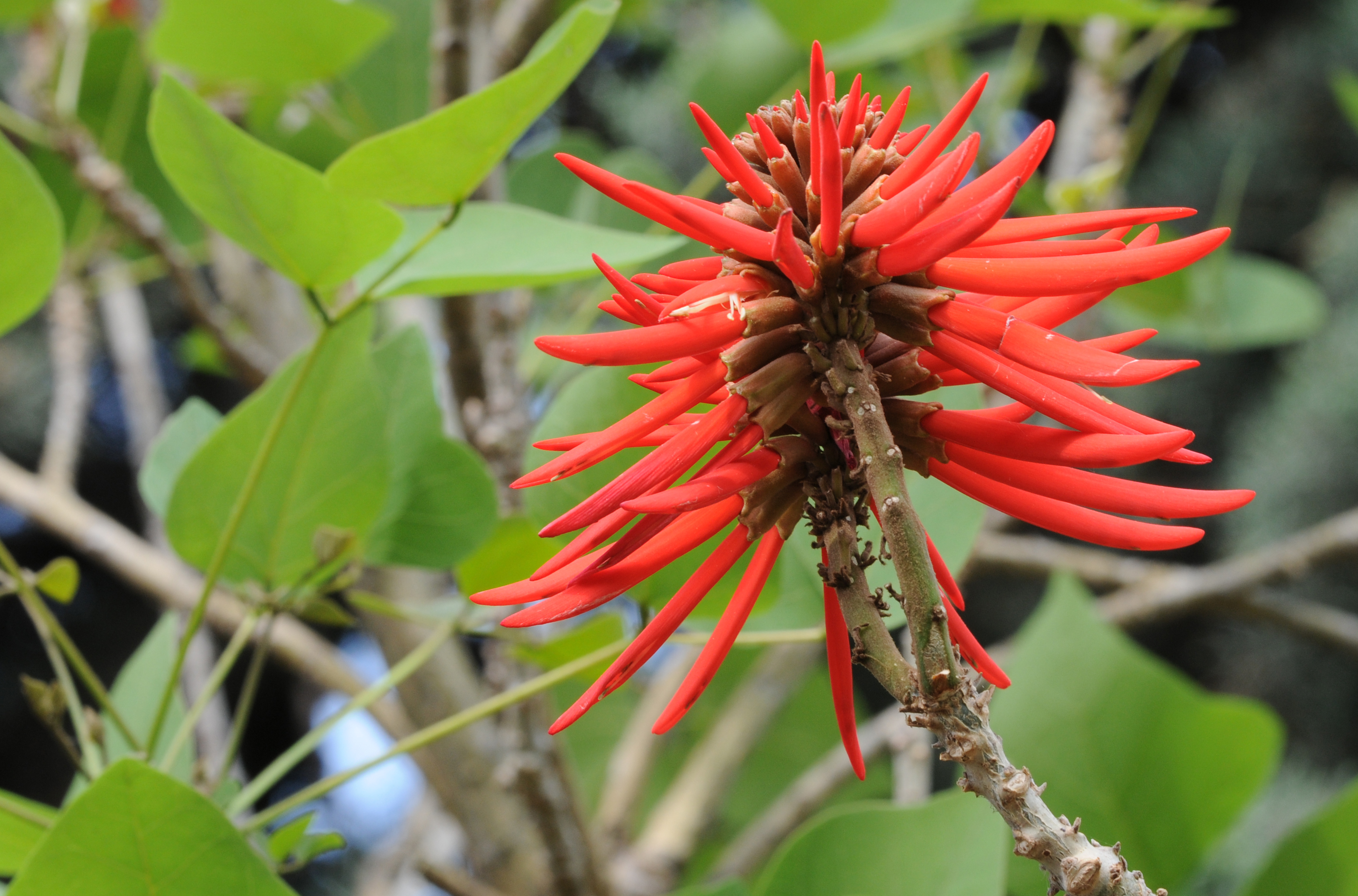
Erythrina americana

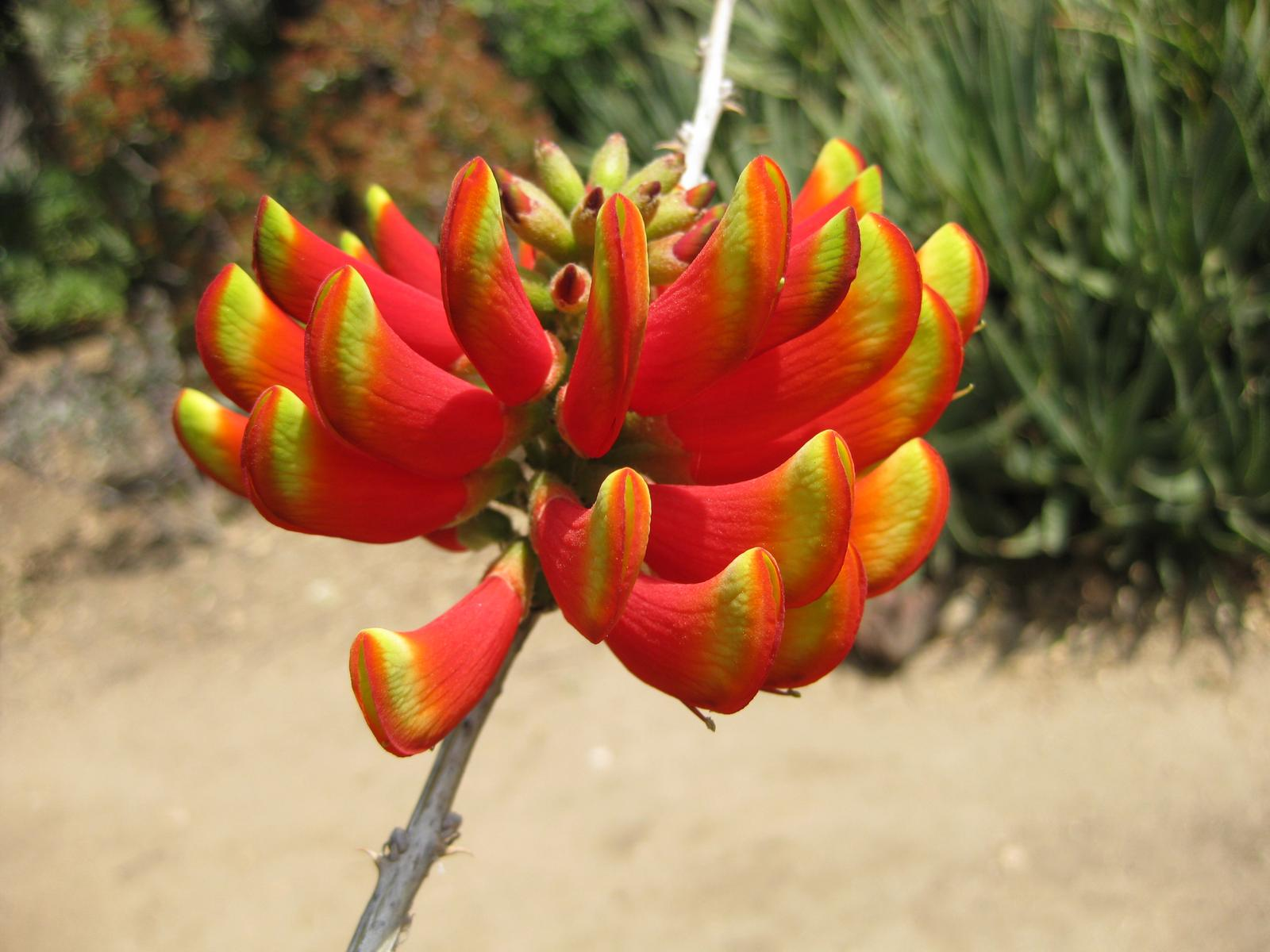
Erythrina acanthocarpa

Koralodrzew, erytryna (Erythrina L.) – rodzaj roślin z rodziny bobowatych. Obejmuje ok. 120 gatunków. Zasięg rodzaju obejmuje całą strefę tropikalną i subtropikalną, przy czym największe zróżnicowanie jest w Ameryce Środkowej, gdzie rośnie 50 gatunków. W Ameryce Południowej jest ich ok. 20, 38 obecnych jest w Afryce z Madagaskarem, 12 występuje w Azji i Australii. Ze względu na znaczenie użytkowe wiele gatunków zostało szeroko rozprzestrzenionych poza swym pierwotnym zasięgiem. Są to drzewa i krzewy rosnące w lasach nizinnych i górskich zwykle na obszarach okresowo suchych, rzadziej na terenach podmokłych i w dolinach rzek, często też w formacjach zaroślowych i trawiastych. Kwiaty zapylane są przez ptaki, dla których w porze suchej, gdy kwitną, ich nektar jest istotnym źródłem węglowodanów i wody.
Liczne gatunki uprawiane są jako ozdobne, drzewa sadzone są jako cieniodajne przy ulicach i w uprawach roślin wymagających osłony przed słońcem, w tym na plantacjach kawowców. Użytkowane jest ich drewno, liście służą jako pasza i zielony nawóz. Niektóre gatunki wykorzystywane są jako lecznicze. Nasiona wielu gatunków używane są jako koraliki w naszyjnikach (przy czym zwykle są też silnie trujące).
Nazwa pochodzi od greckiego słowa ερυθρóς (erythros) „czerwony” i związana jest z barwą kwiatów szeregu gatunków.

## Morfologia
PokrójDrzewa osiągające do 20 m oraz krzewy. Pędy zwykle uzbrojone w krótkie ciernie.
LiścieZwykle sezonowe, rzadziej wieczniezielone, skrętoległe, trójlistkowe.
KwiatyMotylkowe, okazałe, zebrane w grona wyrastające na szczytach pędów. Kielich rurkowaty, dzwonkowaty lub pochwowaty z 5 nierównymi ząbkami, czasem dwuwargowy. Korona silnie wydłużona, zwykle czerwona lub pomarańczowa. Długi i okazały jest zwykle żagielek, łódeczka jest od niego mniej lub bardziej krótsza, a skrzydełka są silnie lub całkiem zredukowane. Pręcików 10, z których 9 ma nitki zrośnięte, a jeden jest wolny. Słupek pojedynczy, z jednego owocolistka, z górną zalążnią zawierającą kilka zalążków.
OwoceStrąki drewniejące, walcowate lub spłaszczone, zwykle przewężone między nasionami. Nasion jest od 1 do 14 i są one barwy białej, szarej, brązowej, a czasem są jaskrawo i kontrastowo zabarwione czerwono-czarno.

## Systematyka
Synonimy.
Chirocalyx Meisn., Corallodendron KuntzeDuchassaingia Walp., Hypaphorus Hassk., Micropteryx Walp., Tetradapa Osbeck
Pozycja systematyczna
Jeden z rodzajów podrodziny bobowatych właściwych Faboideae w rzędzie bobowatych Fabaceae s.l. W obrębie podrodziny należy do plemienia Phaseoleae.
Wykaz gatunków
- Erythrina abyssinica DC.
- Erythrina acanthocarpa E.Mey.
- Erythrina addisoniae Hutch. & Dalziel
- Erythrina amazonica Krukoff
- Erythrina americana Mill.
- Erythrina ankaranensis Du Puy & Labat
- Erythrina arborescens Roxb.
- Erythrina atitlanensis Krukoff & Barneby
- Erythrina barqueroana Krukoff & Barneby
- Erythrina batolobium Barneby & Krukoff
- Erythrina baumii Harms
- Erythrina berenices Krukoff & Barneby
- Erythrina berteroana Urb.
- Erythrina bidwillii Lindl.
- Erythrina blakei R.Parker
- Erythrina breviflora DC.
- Erythrina brucei Schweinf.
- Erythrina buchii Urb.
- Erythrina burana Chiov.
- Erythrina burttii Baker f.
- Erythrina caffra Thunb.
- Erythrina caribaea Krukoff & Barneby
- Erythrina castillejiflora Krukoff & Barneby
- Erythrina chiapasana Krukoff
- Erythrina chiriquensis Krukoff
- Erythrina cobanensis Krukoff & Barneby
- Erythrina cochleata Standl.
- Erythrina coddii Krukoff & Barneby
- Erythrina corallodendron L. – koralodrzew antylski[11]
- Erythrina coralloides DC.
- Erythrina costaricensis Micheli
- Erythrina crista-galli L. – erytryna grzebieniasta
- Erythrina cubensis C.Wright
- Erythrina decora Harms
- Erythrina dominguezii Hassl.
- Erythrina droogmansiana De Wild. & T.Durand
- Erythrina dyeri Hennessy
- Erythrina edulis Micheli
- Erythrina eggersii Krukoff & Moldenke
- Erythrina elenae R.A.Howard & W.R.Briggs
- Erythrina euodiphylla Hassk.
- Erythrina excelsa Baker
- Erythrina falcata Benth.
- Erythrina flabelliformis Kearney
- Erythrina florenciae Krukoff & Barneby
- Erythrina folkersii Krukoff & Moldenke
- Erythrina fusca Lour.
- Erythrina gibbosa Cufod.
- Erythrina glabrescens R. N. Parker
- Erythrina globocalyx Porsch & Cufod.
- Erythrina goldmanii Standl.
- Erythrina greenwayi Verdc.
- Erythrina grisebachii Urb.
- Erythrina guatemalensis Krukoff
- Erythrina haerdii Verdc.
- Erythrina hazomboay Du Puy & Labat
- Erythrina hennessyae Krukoff & Barneby
- Erythrina herbacea L.
- Erythrina hondurensis Standl.
- Erythrina horrida DC.
- Erythrina huehuetenangensis Krukoff & Barneby
- Erythrina humeana Spreng.
- Erythrina insularis Bailey
- Erythrina johnsoniae Hennessy
- Erythrina lanata Rose
- Erythrina lanceolata Standl.
- Erythrina lanigera P.A.Duvign. & R.Majot-Rochez
- Erythrina latissima E.Mey.
- Erythrina leptopoda Urb. & Ekman
- Erythrina leptorhiza DC.
- Erythrina livingstoniana Baker
- Erythrina lysistemon Hutch.
- Erythrina macrophylla DC.
- Erythrina madagascariensis Du Puy & Labat
- Erythrina megistophylla Diels
- Erythrina melanacantha Harms
- Erythrina mendesii Torre
- Erythrina merrilliana Krukoff
- Erythrina mexicana Krukoff
- Erythrina microcarpa Koord. & Valeton
- Erythrina mildbraedii Harms
- Erythrina mitis Jacq.
- Erythrina montana Rose & Standl.
- Erythrina oaxacana (Krukoff) Barneby
- Erythrina oliviae Krukoff
- Erythrina orophila Ghesq.
- Erythrina pallida Britton
- Erythrina perrieri R.Vig.
- Erythrina peruviana Krukoff
- Erythrina poeppigiana (Walp.) O.F.Cook
- Erythrina polychaeta Harms
- Erythrina pudica Krukoff & Barneby
- Erythrina pygmaea Torre
- Erythrina resupinata Roxb.
- Erythrina rubrinervia Kunth
- Erythrina sacleuxii Hua
- Erythrina salviiflora Krukoff & Barneby
- Erythrina sandwicensis Degener
- Erythrina santamartensis Krukoff & Barneby
- Erythrina schimpfii Diels
- Erythrina schliebenii Harms
- Erythrina senegalensis DC.
- Erythrina sigmoidea Hua
- Erythrina similis Krukoff
- Erythrina smithiana Krukoff
- Erythrina sousae Krukoff & Barneby
- Erythrina speciosa Andrews
- Erythrina standleyana Krukoff
- Erythrina steyermarkii Krukoff & Barneby
- Erythrina stricta Roxb.
- Erythrina suberosa Roxb.
- Erythrina subumbrans (Hassk.) Merr.
- Erythrina sykesii Barneby & Krukoff
- Erythrina tahitensis Nadeaud
- Erythrina tajumulcensis Krukoff & Barneby
- Erythrina tholloniana Hua
- Erythrina thyrsiflora Gomez-Laur. & L.D.Gomez
- Erythrina tuxtlana Krukoff & Barneby
- Erythrina ulei Harms
- Erythrina variegata L. – erytryna zmienna
- Erythrina velutina Willd.
- Erythrina verna Vell.
- Erythrina versicolor Bojer
- Erythrina vespertilio Benth.
- Erythrina vogelii Hook.f.
- Erythrina warneckei Baker f.
- Erythrina williamsii Krukoff & Barneby
- Erythrina yunnanensis S.K.Lee
- Erythrina zeyheri Harv.